# Union Valley (Texas, Kaufman megye)
Union Valley önkormányzat nélküli település az USA Texas államában, Kaufman megyében.